# クリプラ
株式会社クリプラは、東京都新宿区に本社を置く、日本の株式会社。クリニック向けクラウド電子カルテを中心に、医療機関向けの100%クラウド型診療プラットフォームを展開している。

## 概要
株式会社クリプラは、代表の鐘江らが創業した医療系ベンチャー企業。
2015年4月にクリニカル・プラットフォーム株式会社に商号変更。2015年10月にクラウド電子カルテ「Clipla (クリプラ)」ベータ版を公開し、2016年1月からサービスを開始。2017年8月、眼科向けクラウド電子カルテ「CLIPLA Eye（クリプラアイ）」の提供を開始。
EY Innovative Startup 2017 受賞。2017年に株式会社エムティーアイと資本提携を締結し、2018年には第三者割当増資により株式会社エムティーアイの連結子会社となり、株式会社メディパルホールディングスとも資本提携を結んだ。
2019年3月、株式会社クリプラに商号変更。2019年12月、産婦人科向けクラウド電子カルテ「CLIPLA Luna（クリプラルナ）」の提供を開始。2021年5月、耳鼻咽喉科向けクラウド電子カルテ「CLIPLA ENT（クリプラエント）」の提供を開始。

## 沿革
- 2013年
  - 10月 - 株式会社クオリズムを設立[7]
- 2014年
  - 10月 - 千代田区平河町に本社を移転[7]
- 2015年
  - 4月 - クリニカル・プラットフォーム株式会社に商号を変更[7]
  - 10月 - メドピア株式会社と業務資本提携[12]、診療所向けクラウド型電子カルテ「クリプラ」β版をリリース[13]

- 2016年
  - 1月 - クラウド電子カルテ「Clipla」をリリース[7]
  - 7月 - 千代田区麹町に本社を移転[7]

- 2018年
  - 3月 - 株式会社エムティーアイおよび株式会社メディパルホールディングスと資本業務提携[4]
  - 7月 - 新宿区西新宿に本社を移転[7]

- 2019年
  - 3月 - 株式会社クリプラに商号を変更[7]
  - 12月 - 産婦人科診療所向けクラウド電子カルテ「CLIPLA Luna（クリプラルナ）」の提供を開始

- 2021年
  - 5月 - 耳鼻咽喉科診療所向けクラウド電子カルテ「CLIPLA ENT（クリプラエント）」の提供を開始